# Scherberg

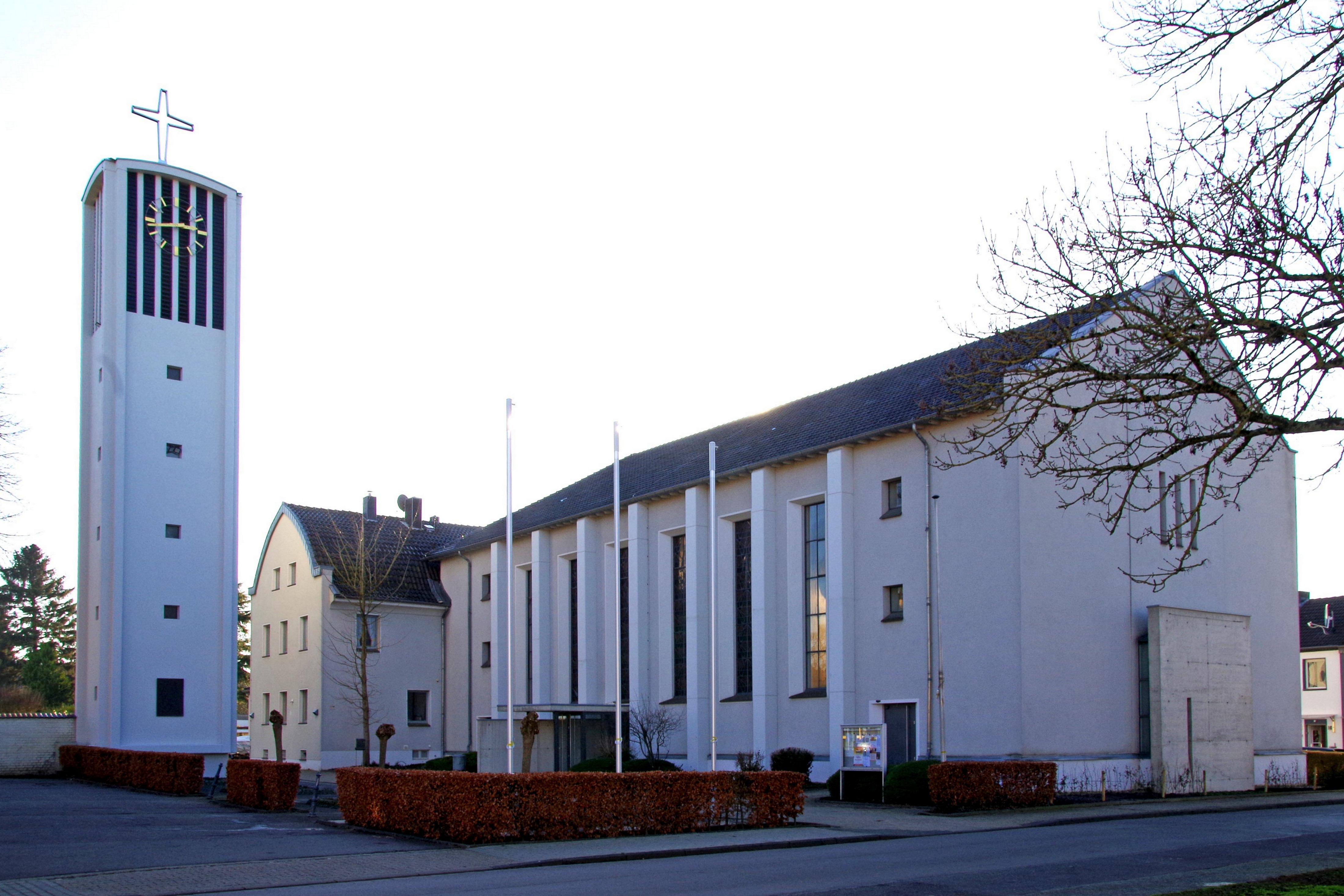
St. Marien (Scherberg), Nordostseite mit Kirchturm

Scherberg ist ein Stadtteil von Würselen in der Städteregion Aachen in Nordrhein-Westfalen. Scherberg liegt innerhalb des heutigen Würselener Stadtgebietes im westlichen Teil, die angrenzenden Ortsteile sind Schweilbach im Norden und Würselen im Osten.

## Entstehung des Ortsnamens
In Scherberg und deutlicher noch in Scherpenberg lässt sich eine attributive Ortsnamenbildung erkennen, die auf die geographische Situation der Siedlung hinweist. Das ripuarische Adjektiv scherp (zu ahd. skarpf, skarf, mhd. scharpf, nhd. scharf) ist in entsprechenden Termini enthalten und weist auf etwas „steiles, abschüssiges“ hin. Zutreffend liegt Scherberg am Rand des „steil“ zur Wurm hin abfallenden Talhanges, auf dem „scharfen Berg“.

## Örtliche Infrastruktur und Besonderheiten
In Scherberg befinden sich zwei Kindergärten sowie eine Grundschule mit Möglichkeit zur Ganztagsbetreuung.
In den Jahren 1925/26 wurde die katholische Kirche St. Marien erbaut. Die Gemeinde gehört heute zur fusionierten Pfarrei St. Sebastian in Würselen. Am 30. Dezember 2017 wurde die Kirche St. Marien mit der letzten dort stattfindenden Messfeier entwidmet. Nach ihrer Entwidmung wurde sie zur Grabeskirche umgebaut und am 13. Juni 2020 eingesegnet.
Im Ortsteil sind einige Vereine aktiv, so z. B. der Turnverein Scherberg 1892 e. V.
Das bebaute Areal grenzt an das unter Naturschutz stehende und als Naherholungsgebiet dienende Wurmtal. Zu dessen Scherberger Bereich gehörten einige der zahlreichen Mühlen, die früher das Wasser der Wurm nutzten. Die Gebäude der 1456 zum ersten Mal schriftlich erwähnten Adamsmühle sind heute noch erhalten und bewohnt. Auch von den Anlagen der seit 1200 nachgewiesenen Wolfsfurter Mühle und späteren Tuchfabrik sind noch Teile vorhanden.
Ebenfalls noch auf dem Gebiet des Stadtteils Scherberg, an der Bundesstraße 57 in Richtung Aachen, befindet sich der ehemalige Gutshof Kaisersruh. Er wurde im 19. Jahrhundert hauptsächlich in repräsentativem klassizistischen Stil errichtet und wurde mittlerweile komplett saniert und restauriert.
Gut Kaisersruh ist auf der Liste der Baudenkmäler in Würselen mit der Nummer zwei aufgeführt.

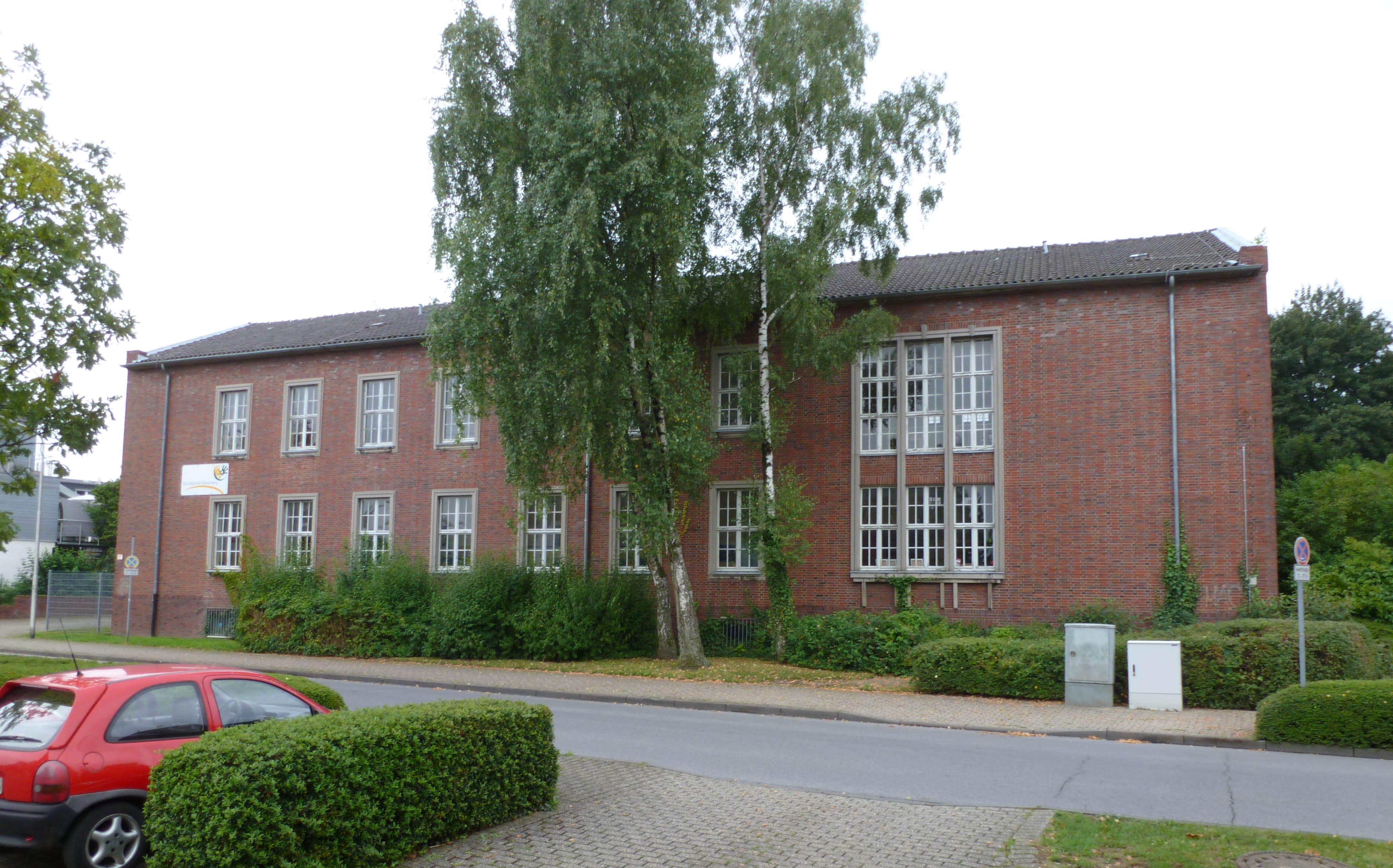
Grundschule Scherberg
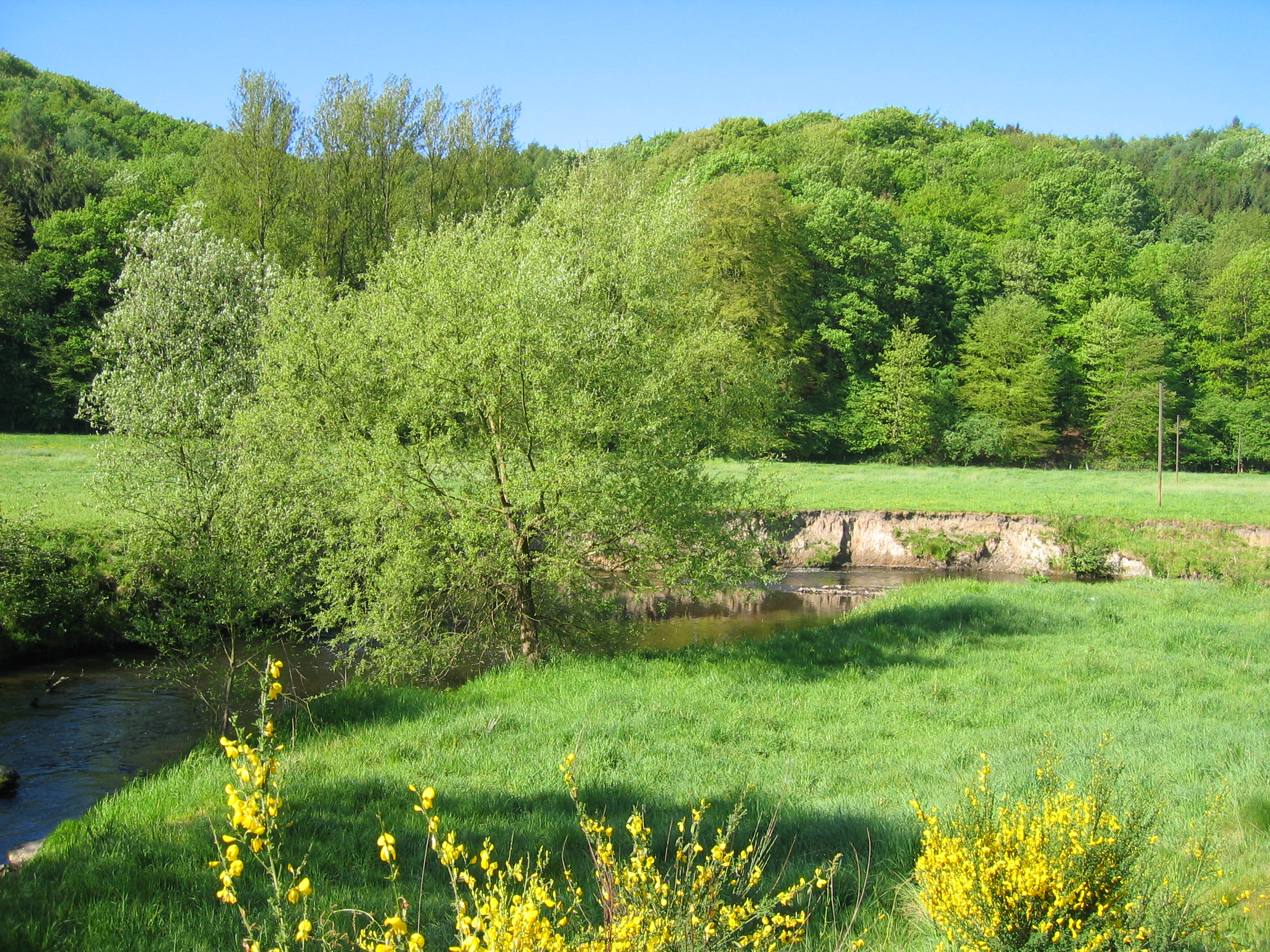
Naturschutzgebiet Wurmtal
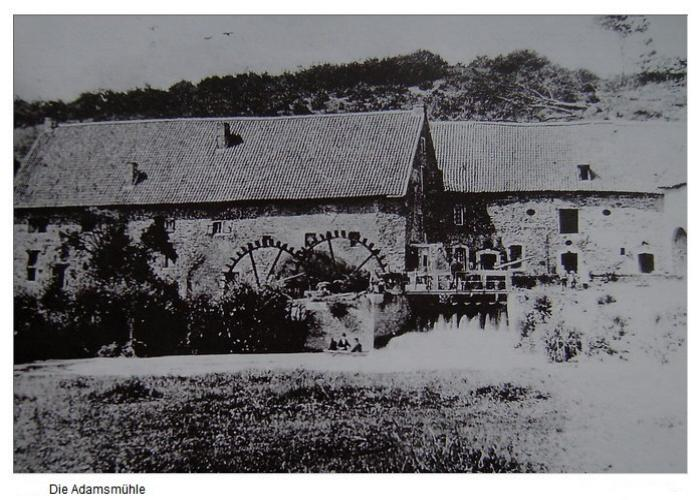
Historische Aufnahme der Adamsmühle
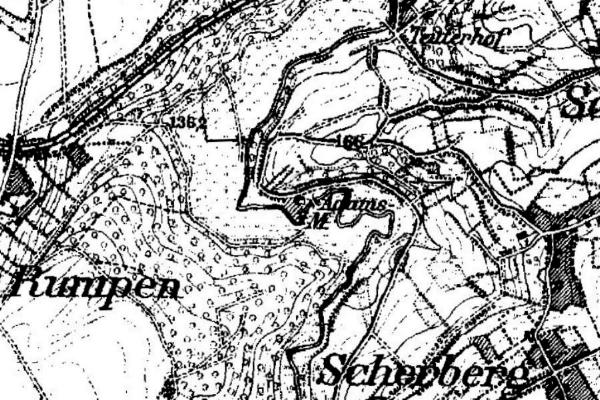
Adamsmühle (Karte der preußischen Neuaufnahme, 1891–1912)
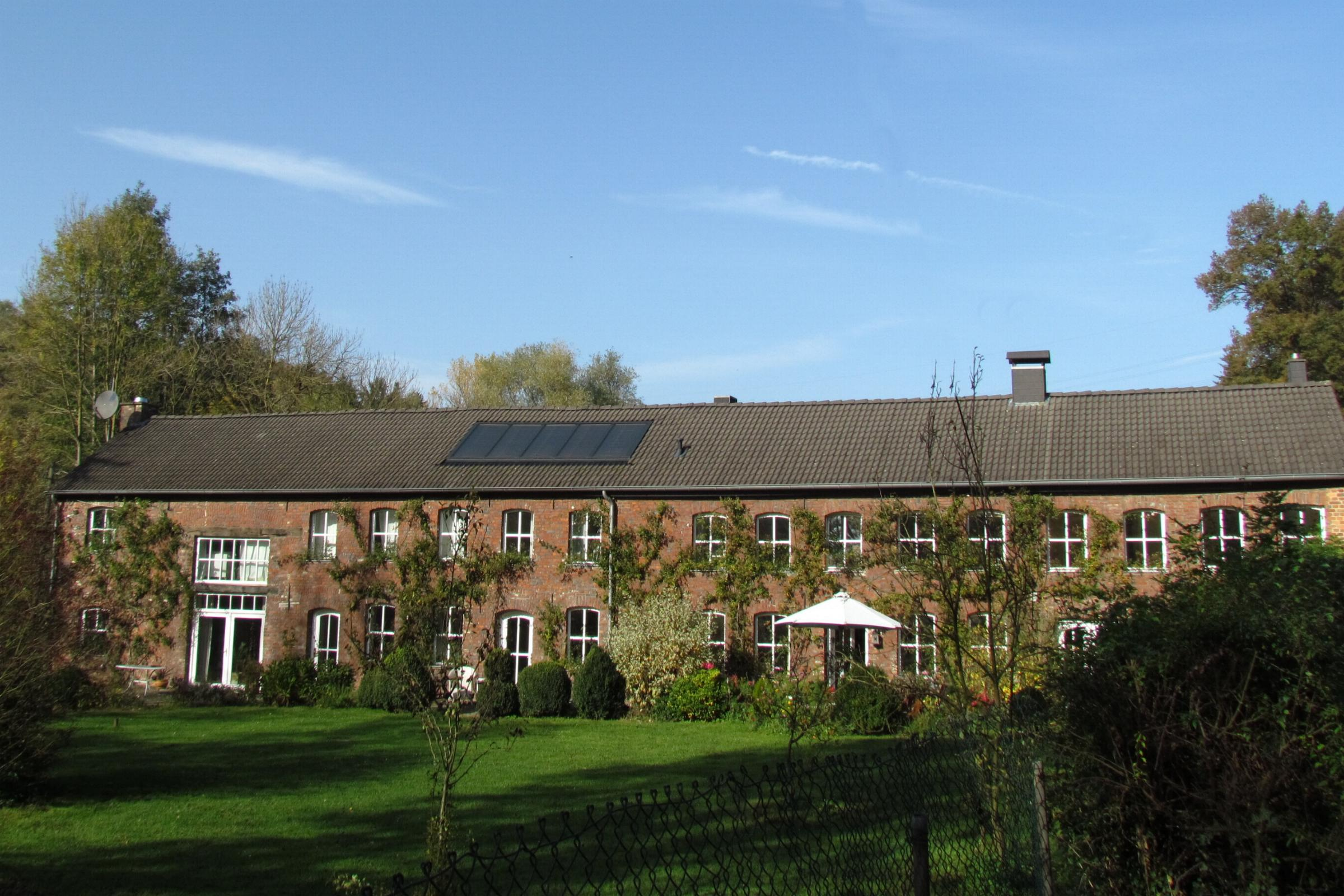
Gebäude der ehem. Wolfsfurter Mühlen
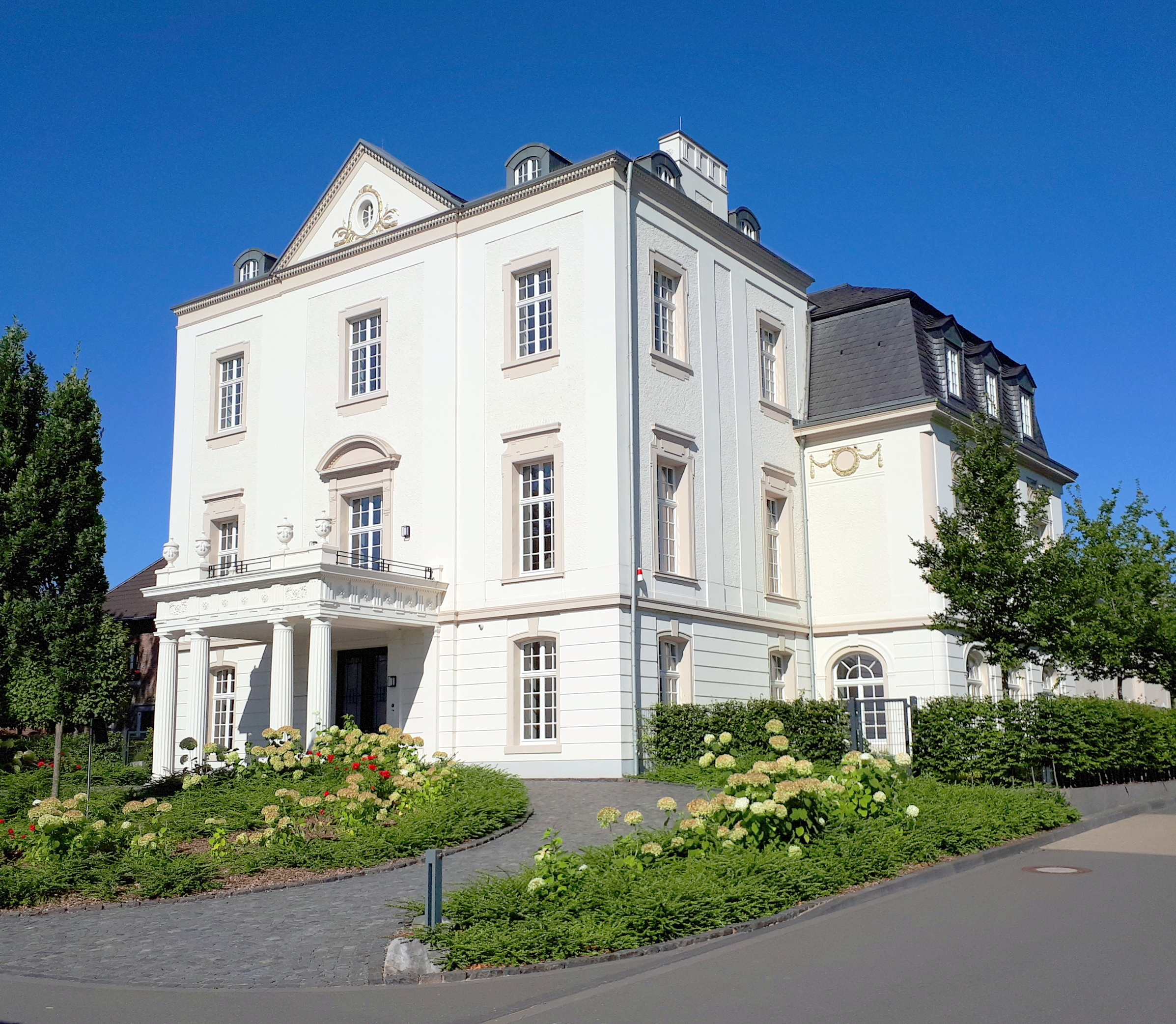
Gut Kaisersruh

## Verkehr
Die nächsten Autobahnanschlussstellen sind „Würselen“ an der A 4 und „Broichweiden“ an der A 44. Der nächste Bahnhof ist „Kohlscheid“ (Ortsteil von Herzogenrath) an der Strecke Aachen – Geilenkirchen – Mönchengladbach.
Die AVV-Buslinien 51 und X51 der ASEAG verbinden Scherberg mit Würselen Mitte, Aachen, Alsdorf und Baesweiler. Zusätzlich verkehrt in den Nächten vor Samstagen sowie Sonn- und Feiertagen die Nachtexpresslinie N9 der ASEAG.
| Linie | Verlauf |
| ----- | --- |
| 51    | Waldfriedhof – Burtscheid – Aachen Hbf – Elisenbrunnen – Aachen Bushof – STAWAG – Carolus Thermen – Alter Tivoli – Scherberg – Würselen – Schleibacher Hof – Alsdorf-Annapark – Neuweiler – Oidtweiler – (Carl-Alexander-Park → Baesweiler Reyplatz / Setterich)                                 |
| X51   | Expressbus: Elisenbrunnen – Aachen Bushof – STAWAG – Alter Tivoli – Scherberg – Würselen – Alsdorf-Annapark – Neuweiler – Oidtweiler – (Carl-Alexander-Park → Baesweiler Reyplatz) / (← Setterich)                                                                                               |
| N9    | Nachtexpress: nur in den Nächten vor Samstagen sowie Sonn- und Feiertagen Elisenbrunnen – Aachen Bushof – (Liebigstr. → Haaren → / ← Alter Tivoli ← Scherberg ← Würselen ← Alsdorf) Weiden – Vorweiden – Linden-Neusen – Broicher Siedlung – Alsdorf-Mariadorf – Siedlung Ost – Alsdorf Annapark |